# La guineu (sèrie de pel·lícules)
La guineu (títol original en alemany, Die Füchsin) és una sèrie cinematogràfica de ficció policíaca amb Lina Wendel en el paper principal d'Anne Marie Fuchs, la "Guineu", una antiga espia de l'Stasi. La sèrie es produeix des del 2015 i s'emet com a part de la secció de drames criminals dels dijous del canal Erste. S'ha doblat al català per a TV3, que va començar a emetre-la el 3 de novembre de 2024.

## Sinopsi
Anne Marie Fuchs (Lina Wendel) és una exagent de la Stasi, el servei secret de l'antiga República Democràtica Alemanya. Després d'una vida lligada a l'activitat policíaca, porta una vida tranquil·la i solitària a Düsseldorf. Però tot canvia quan una coneguda, la Simone Papst (Jasmine Schwiers) li demana ajuda per trobar el seu germà desaparegut. En companyia del detectiu privat Youssef El Kilali (Karim Cherif), l'Anne retorna a l'acció per resoldre els crims que aterren la ciutat.

## Repartiment

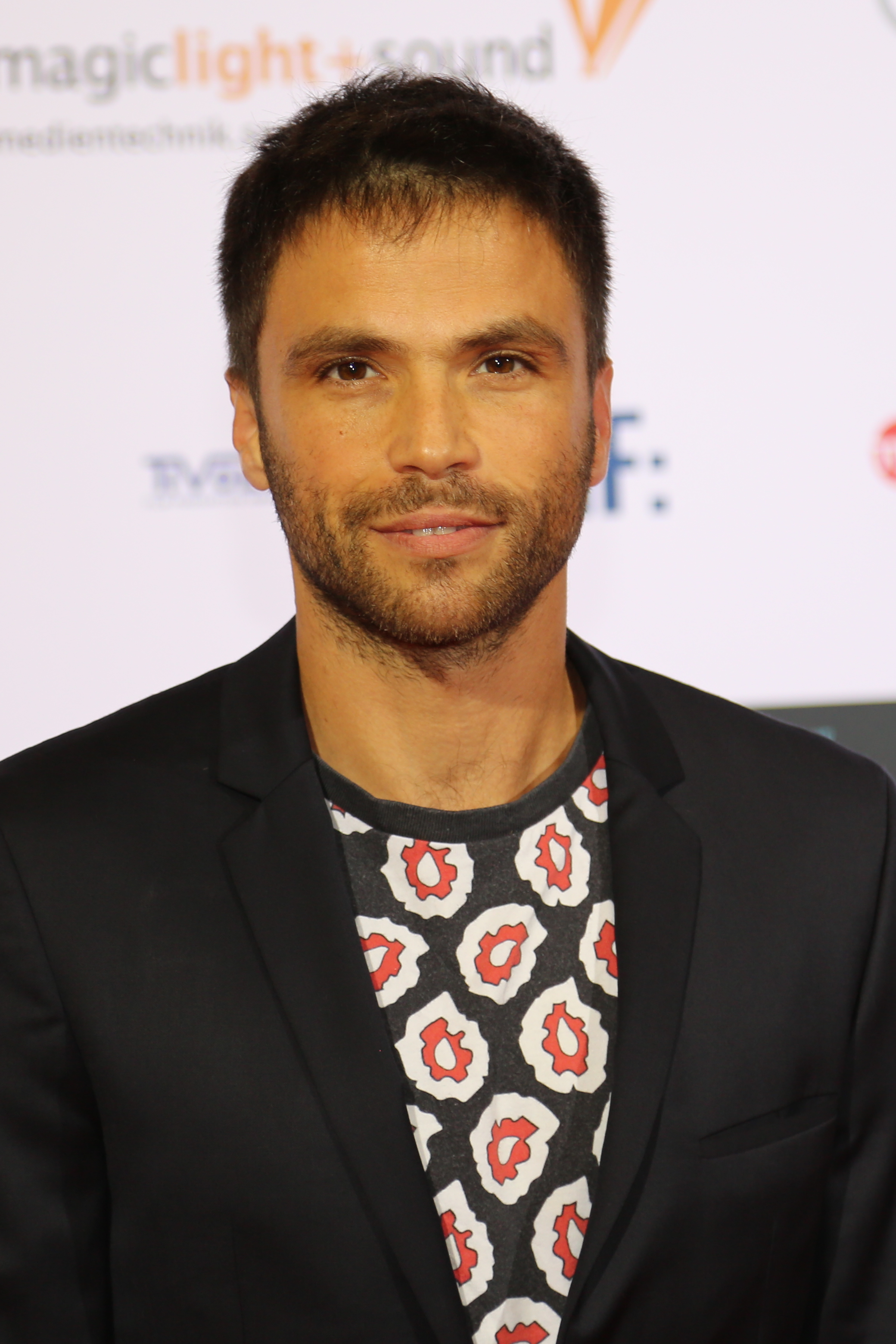
Karim Cherif
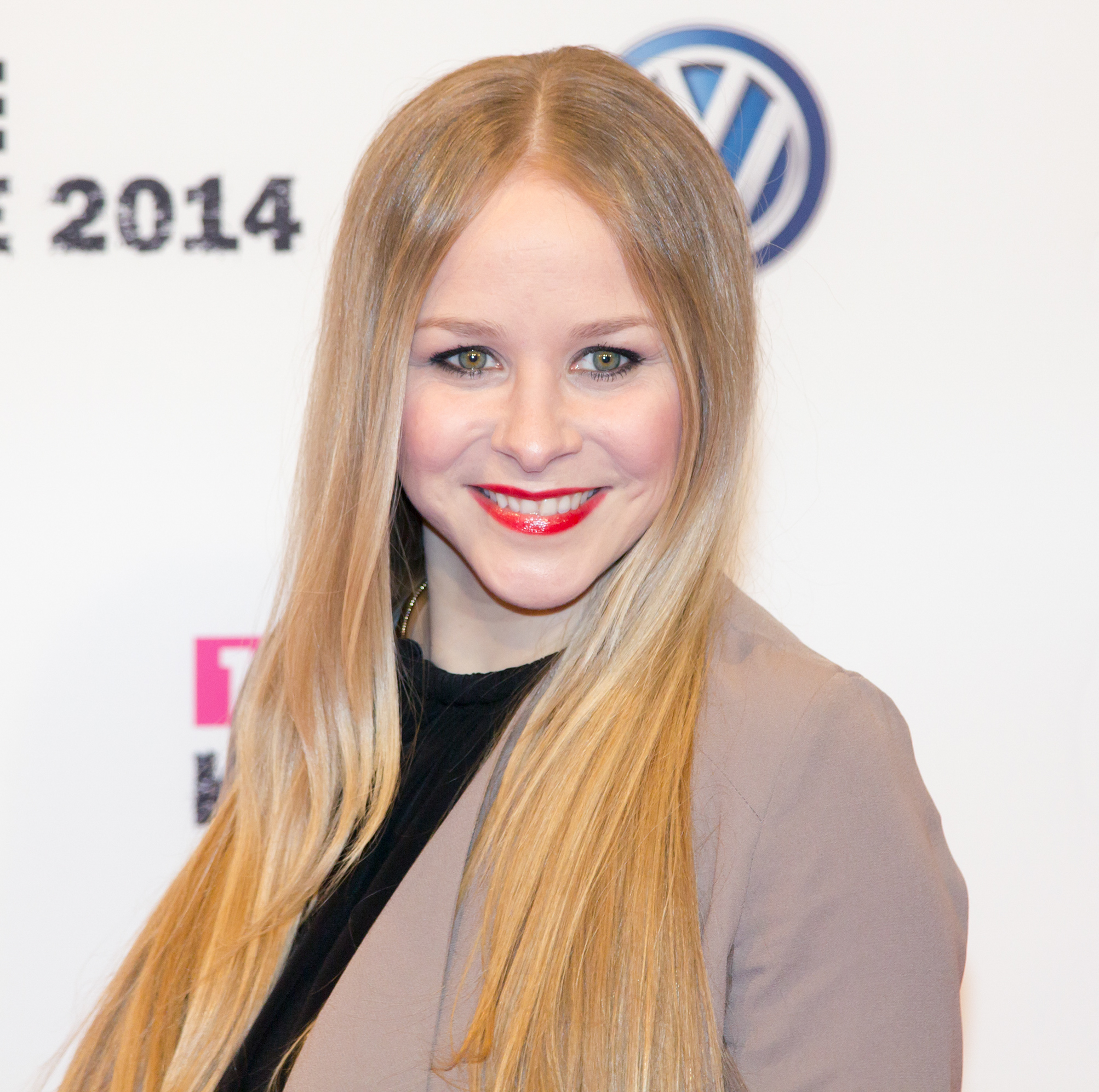
Jasmin Schwiers
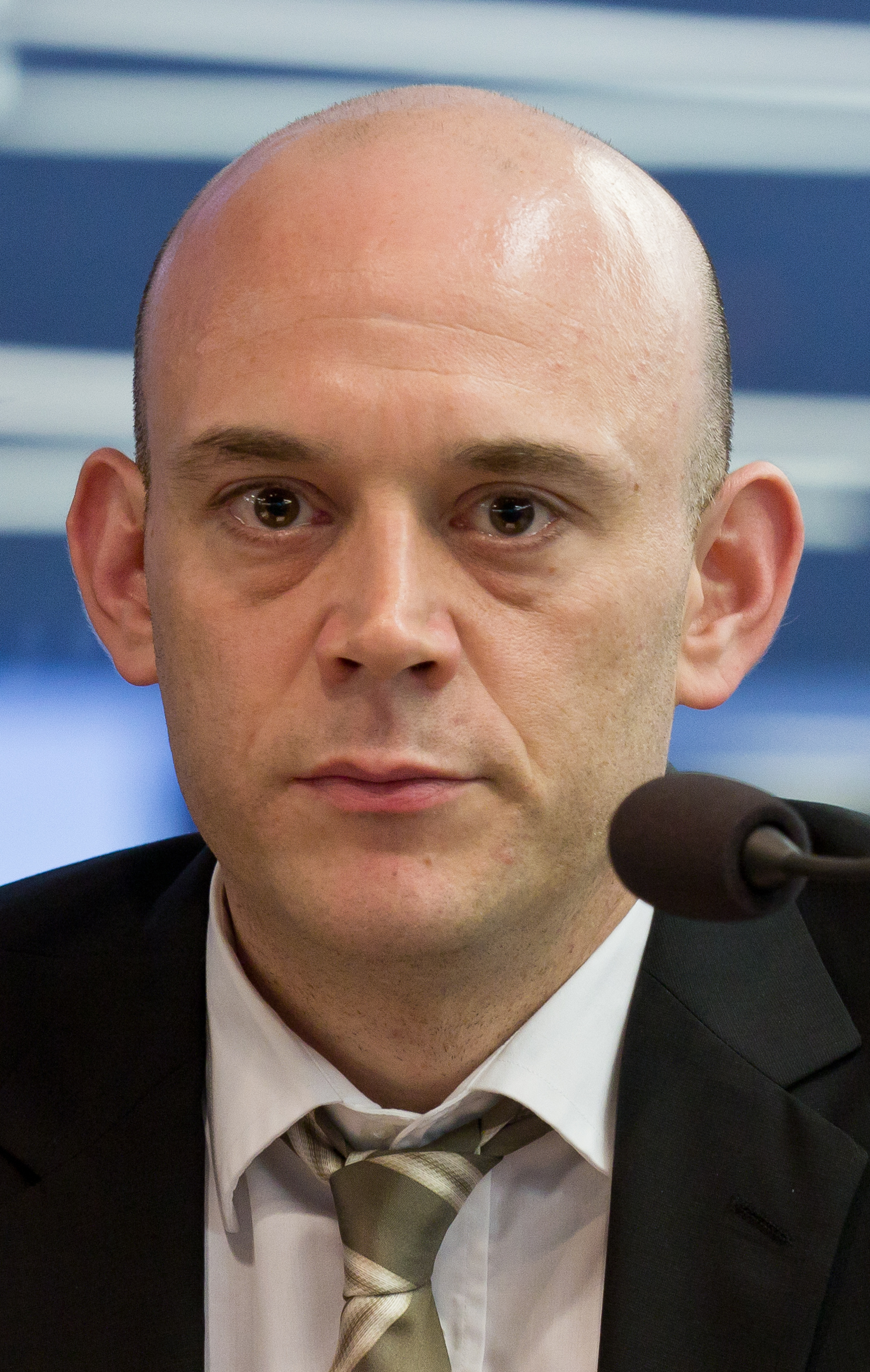
Robert Dölle

| Intèrpret           | Paper                              | Descripció del paper                               |
| ------------------- | ---------------------------------- | -------------------------------------------------- |
| Lina Wendel         | Anne Marie Fuchs                   | Companya professional d'en Youssef                 |
| Karim Chérif        | Youssef El Kilali                  | Company professional de l'Anne Marie Fuchs         |
| Jasmin Schwiers     | Simone Papst                       | Dona d'en Youssef                                  |
| Robert Dölle        | Ralf Eisner                        | Inspector detectiu en cap                          |
| Sara Fazilat        | Saida                              | Neboda d'en Youssef, experta en informàtica        |
| Torsten Michaelis   | Olaf Ruhleben (fins a l'episodi 3) | Antic oficial en cap de l'Anne Marie Fuchs         |
| Florian Bartholomäi | Florian Boehm (des de l'episodi 3) | Fill de l'Anne Marie Fuchs, l'assassí del seu pare |

## Llista de pel·lícules
| Núm. | Títol                  | Direcció          | Guió        | Data d'emissió original (Das Erste) | Data d'emissió a Catalunya (TV3) |
| ---- | ---------------------- | ----------------- | ----------- | ----------------------------------- | -------------------------------- |
| 1    | «Camins foscos»        | Samira Radsi      | Ralf Kinder | 17 de desembre de 2015              | 3 de novembre de 2024            |
| 2    | «El rastre del carbó»  | Samira Radsi      | Ralf Kinder | 23 de febrer de 2017                | 10 de novembre de 2024           |
| 3    | «El rastre del passat» | Sabine Derflinger | Ralf Kinder | 17 de maig de 2018                  | 17 de novembre de 2024           |
| 4    | «La gàbia d'or»        | Sabine Derflinger | Ralf Kinder | 10 d'octubre de 2019                | 24 de novembre de 2024           |
| 5    | «Bonica i morta»       | Sabine Derflinger | Ralf Kinder | 17 d'octubre de 2019                | 1 de desembre de 2024            |
| 6    | «Treibjagd»            | Marc Rensing      | Ralf Kinder | 25 de febrer de 2021                | Sense anunciar                   |
| 7    | «Romeo muss sterben»   | Marc Rensing      | Ralf Kinder | 4 de març de 2021                   | Sense anunciar                   |
| 8    | «Alte Sünden»          | Katrin Schmidt    | Ralf Kinder | 26 de gener de 2023                 | Sense anunciar                   |
| 9    | «Game Over»            | Katrin Schmidt    | Ralf Kinder | 2 de febrer de 2023                 | Sense anunciar                   |

## Evidència individual
1. ↑  «Die Füchsin – Romeo muss sterben: Kritik zum ARD-Film» (en alemany), 04-03-2021. [Consulta: 9 novembre 2024].
2. ↑  Thomas Gehringer: Lina Wendel, Karim Cherif, Samira Radsi. Ein Mal Agentin, immer Agentin?! Filmkritik bei Tittelbach.tv, abgerufen am 2. März 2017.
3. ↑  «La guineu».   Goita què fan, ara!. [Consulta: 9 novembre 2024].